# شيري ميركادو
شيري ميركادو سانتوس مواليد 29 أكتوبر 1972 , تبلغ من العمر 47 عاما، وهي صحفية  , ومعلقة صوتية بالإذاعة  فلبينية في الفلبين.

## نشأتها وحياتها
ولدت ميركادو  في ميكويان، الفلبين، في 29 أكتوبر 1972 , تزوجت من مايك سانتوس، سمسار اوراق المالية، ولديهما طفلان، كريستيانا وأنابيلا.[1]

## المهنة
تمتلك 24 عاما من الخبر ككاتبة ومراسلة، ومنتجة , ومذيعة، وعملت شيري في ثلاث شبكات بالفلبين، حيث بدأت حياتها المهنية كمراسلة إخبارية وباحثة في ABS-CBN News, ووقعت مؤخرا مع TV5.
وقبل انضمامها لـ TV5 , قدمت برنامج صباحي بعنوان " Alas Singko Y'Medya"
وبصفتها مذيعة أخبار كبيرة فهي شخصية بارة في صناعة الأخبار، كما أنها تحظي باحترام كبير بسبب أتزانها وأحترافها وأناقتها، بجانب تقديمها لقصص إخبارية قوية، بما في ذلك تغطيتها لنزاع مينداناو.
تم اختيارها من قبل Sky News Broadcasting في لندن للتحدث عن تغطية الفلبين لحفل الزفاف الملكي.
وكانت والمذيعة لـشبكة  CNN Konek ، وهو امتياز محلي لـ CNN Connect the World الذي استضافته كبير المذيعين في CNN بيكي أندرسون ويتم بثه على AksyonTV كل أسبوع في الساعة 7: 30-8: 00 مساءً.
كما شاركت في استضافة برنامج إذاعي مع الشخصية الإخبارية Paolo Bediones بعنوان "Trabaho Lang with Paolo and Cherie" ، والذي يبث كل ليلة على Radyo5 ، 92.3 News FM من الساعة 8: 00-9: 30 مساءً.
وشاركت في تقديم نشرة الأخبار في وقت متأخر من الليل بعنوان Aksyon JournalisMO مع Jove Francisco و Martin Andanar.
كانت أيضًا مذيعة مشاركة في نشرة الأخبار المتأخرة بعنوان Pilipinas News
في 21 يوليو 2014 ، تم نقل ميركادو  إلى نشرة الأخبار في وقت الظهيرة
وفي 15 يوليو 2016 ، تركت ميركادو TV5 ،لتصبح المتحدث الرسمي باسم وزارة النقل , استقالت ميركادو لاحقًا في مايو 2017 بسبب أمومتها
في 12 فبراير 2018 ، انضمت ميركادو إلى سي إن إن الفلبين، حيث تولت منصب مذيعة جديدة في النسخة المسائية من غرفة الأخبار وحلت محل ميتزي بوروميو
وفي 3 سبتمبر 2018 ، انتقلت ميركادو إلى نشرة الأخبار الفلبينية في منتصف الصباح غرفة الأخبار نجايون

## فيلموغرافيا

### التلفزيون
| سنة         | لقب                                              | موقع         | شبكة الاتصال                |
| 2020        | الكباليكات: Kasama si Cherie Mercado             | مضيف         | PBN                         |
| 2019        | CNN الفلبين The Filipino Votes: Senatorial Forum | منسق مشارك   | سي ان ان الفلبين            |
| 2018-2019   | التحديثات                                        | مساهم مختلف  | سي ان ان الفلبين            |
| 2018-2019   | غرفة الأخبار نجايون                              | مذيع الاخبار | سي ان ان الفلبين            |
| 2018        | غرفة الأخبار                                     | مذيع الاخبار | سي ان ان الفلبين            |
| 2014 - 2016 | Aksyon sa Tanghali                               | مذيع الاخبار | TV5                         |
| 2012-2014   | أخبار الفلبين                                    | مذيع الاخبار | TV5                         |
| 2012        | من الداخل                                        | مضيف         | TV5                         |
| 2011-2013   | سي إن إن كونيك                                   | مذيع الاخبار | AksyonTV                    |
| 2010-2012   | أكسيون جورناليسمو                                | مذيع الاخبار | TV5                         |
| 2010-2011   | Sapul sa Singko                                  | مضيف         | TV5                         |
| 2010        | أكسيون ويك إند                                   | مذيع الاخبار | TV5                         |
| 2008-2010   | العاشر: الأخبار المسائية                         | مذيع الاخبار | TV5                         |
| 2004-2008   | أخبار كبيرة                                      | مذيع الاخبار | ABC                         |
| 2001-2002   | تحدث القهوة مع Cherie Mercado                    | مضيف         | حزب المؤتمر الوطني الافريقي |
| 2001-2004   | للأسف سينجكو ذ ميديا                             | مضيف         | ABS-CBN                     |
| 1998-2001   | أخبار عالمية                                     | مذيع الاخبار | ABS-CBN                     |
| 1996-2001   | Balitang K.                                      | مراسل        | ABS-CBN                     |
| 1995-2004   | أخبار نهاية الأسبوع                              | مذيع الاخبار | ABS-CBN                     |